# Grigorij Karczawa
Grigorij Zosimowicz Karczawa (ros. Григорий Зосимович Карчава, gruz.  გრიგოლ ზოსიმეს ძე ქარჩავა ur. 1907 w rejonie czchorockuskim w Gruzji, zm. ?) – radziecki działacz partyjny.

## Życiorys
Od 1930 studiował w Gruzińskim Instytucie Rolniczym, należał do WKP(b), był zastępcą dziekana wydziału agromechanizacji i pracownikiem naukowym Zakaukaskiego Instytutu Mechanizacji i Elektryfikacji Gospodarki Rolnej, później inżynierem-mechanizatorem sowchozu i dyrektorem sowchozu i do 1939 zarządcą trustu. Od 1939 kierował Wydziałem Rolnym KC Komunistycznej Partii (bolszewików) Gruzji, od 1941 do sierpnia 1943 był I sekretarzem Czchorockuskiego Komitetu Rejonowego KP(b)G, a od sierpnia 1943 do listopada 1946 II sekretarzem Abchaskiego Komitetu Obwodowego KP(b)G. Od listopada 1946 kierował Wydziałem Handlu i Żywienia Zbiorowego KC KP(b)G, a 1949 Wydziałem Przemysłu Lekkiego KC KP(b)G, od 21 kwietnia do 2 października 1953 był I sekretarzem Abchaskiego Komitetu Obwodowego Komunistycznej Partii Gruzji.

## Odznaczenia
- Order Czerwonego Sztandaru Pracy
- Order Czerwonej Gwiazdy
- Order „Znak Honoru”